# Agenția Națională pentru Romi
Agenția Națională pentru Romi (ANR) este structura guvernamentală de reprezentare a romilor în plan național în România.
Instituția funcționează ca organ de specialitate al administrației publice centrale, cu personalitate juridică, în subordinea Guvernului și este coordonată de ministrul pentru coordonarea Secretariatului General al Guvernului.
Agenția Națională pentru Romi este condusă de un președinte cu rang de secretar de stat, numit prin decizie a Primului-Ministru, la propunerea ministrului pentru coordonarea Secretariatului General al Guvernului.

## Vezi și
- Antițigănism
- Robia în țările române